# Plateau de Diesse
Plateau de Diesse – gmina (niem. Einwohnergemeinde) w północno-zachodniej Szwajcarii, w kantonie Berno, w regionie administracyjnym Berner Jura, w okręgu Berner Jura. 31 grudnia 2022 roku liczyła 2118 mieszkańców. Powstała 1 stycznia 2014 z połączenia gmin Diesse, Lamboing oraz Prêles.

## Demografia
Na dzień 31 grudnia 2020 obcokrajowcy stanowili 8,9% ogółu mieszkańców.